# توماس باتلر (سياسي أسترالي)
توماس باتلر (بالإنجليزية: Thomas Butler)‏ هو سياسي أسترالي، ولد في 20 سبتمبر 1875، وتوفي في 8 يوليو 1937 في هوبارت في أستراليا. انتخب عضو مجلس نواب تسمانيا.